# Yu-Gi-Oh! Reshef of Destruction
Yu-Gi-Oh! Reshef of Destruction, in Japan uitgebracht als Yu-Gi-Oh! Duel Monsters 8: Reshef of Destruction (遊戯王デュエルモンスターズ８ ～破滅の大邪神), is een spel voor de Game Boy Advance ontwikkeld door Konami. Het spel is gebaseerd op de Yu-Gi-Oh!-franchise.

## Verhaal
De Millennium Puzzel is zoekgeraakt, en het blijkt dat een duister wezen genaamd Reshef hierachter zit. Hij is opgeroepen door iemand die de drie Egyptische Godkaarten heeft gecombineerd.
De speler moet Yugi Muto helpen de stukjes van de puzzel op te sporen en zo weer toegang te krijgen tot zijn alter ego Yami Yugi. Alleen Yami en de drie Egyptische Godkaarten kunnen Reshef stoppen. De godkaarten zijn echter verzegeld in steen, en om ze te bevrijden moet men de zeven Millennium Items vinden. De speler reist de wereld rond om de puzzel en de andere Items te vinden. Hierbij moeten andere duellisten worden verslagen.

## Personages
- Yugi Mutou (武藤 遊戯 Mutō Yūgi)
- Katsuya Jonouchi (城之内 克也 Jōnouchi Katsuya) / Joey Wheeler
- Taiyō Tenma (天馬太陽 Tenma Taiyō) / Sol Chevalsky
- Anzu Mazaki / Teá Gardner
- Keith Howard / Bandit Keith
- Seto Kaiba / Seto Kaiba
- Ishizu Ishtar

## Ontvangst
Het spel werd slecht ontvangen door critici. Veel fans van de franchise waren teleurgesteld door de inhoud.
Het spel kreeg een beoordeling van 4.5/10 op Game Informer.